# Karl von der Goltz (Landrat)
Karl Ferdinand Eduard Freiherr von der Goltz (* 12. Mai 1842 in Thorn; † 10. Dezember 1916 in Berlin-Wilmersdorf) war ein preußischer Jurist und Landrat des Kreises Geilenkirchen.

## Leben
Der evangelische Karl von der Goltz war ein Sohn des preußischen Majors Ferdinand Leopold Eduard von der Goltz und dessen Ehefrau Therese Ernestine Luise, geborene Gräfin von der Goltz aus dem Hause Lautensee. Nach dem Besuch des Königlichen Friedrichs-Kollegiums in Königsberg und der abgelegten Reifeprüfung im Herbst 1858 begann er ein Rechtsstudium, das er am 29. Juli 1864 mit einer Promotion zum Dr. iur. abschloss. Im Anschluss wurde er am 17. August 1864 (mit Vereidigung) Auskultator am Ostpreußischen Oberlandesgericht Königsberg (auch Königsberger Tribunal genannt). Nach der Ernennung zum Gerichtsreferendar am 21. März 1866 absolvierte er eine Ausbildung beim Appellationsgericht in Glogau, wonach er am 30. April 1870 zum Gerichtsassessor ernannt wurde. Ab dem 1. Juni 1871 war er als Kreisrichter in Preußisch Holland, ab dem 1. Juli 1872 als Kreisassessor in der Elsaß-lothringischen Verwaltung und zuletzt beim Bezirkspräsidium in Metz tätig. Am 1. November 1875 wurde er zum kommissarischen Landrat des Kreises Geilenkirchen ernannt, dem am 7. Juli 1876 die definitive Ernennung (mittels Allerhöchster Kabinettsorder (AKO)) und die Amtseinführung am 7. August 1876 folgten. Nach der Ernennung zum Regierungsrat am 1. August 1891 erfolgte eine Übernahme in die allgemeine Landesverwaltung zum 27. August 1891. Ab dem 1. Oktober 1891 war er als Regierungsrat bei der Regierung Gumbinnen tätig, um 1907 erfolgte die Außerdienststellung (a. D.).

## Familie
Karl von der Goltz heiratete am 13. November 1894 in Berlin Ada Klara Amalie von Ploetz (* 26. Juni 1869 in Perleberg; 29. Februar 1916 in Berlin-Wilmersdorf), Tochter des Standesherrn und preußischen Rittmeisters Hans Georg von Ploetz und dessen Ehefrau Luise Amalie Ida, geborene von Winterfeld.